# 俄泰关系
俄罗斯和泰国的双边关系（俄语：Российско-таиландские отношения）可以追溯到19世纪末。

## 历史概况
已知俄国人与暹罗的首次接触是在1863年2月19日，当时俄羅斯帝國的船隻盖达玛克号（Gaydamak）和诺维克号（Novik）抵达曼谷。当时俄罗斯沙皇尼古拉二世和暹罗国王拉玛五世建立了友好的个人关系。两国在1897-1898年互相在對方首都設立公使馆，并在1899年共同签署《暹俄友好和海上航行条约》。泰国的一些王室成员也曾在俄留学。
1917年俄国十月革命后，兩國外交关系终止，1941年3月12日，苏联和泰国重新建立外交关系；1945年8月9日，泰、苏断交，1946年12月31日复交；1991年12月28日，因苏联解体，泰国承认俄罗斯联邦为苏联的外交继承国。
俄罗斯駐泰國大使館設於曼谷，在普吉岛和芭提雅设有两个名誉领事馆。泰國駐俄羅斯大使館设於莫斯科，在圣彼得堡和海參崴设有两个名誉领事馆。泰国驻俄大使馆也兼辖泰国在白俄罗斯、亚美尼亚、乌兹别克斯坦等邦交国的相关事务。
泰、俄两国都是亚太经济合作组织的成員国，此外俄羅斯是歐洲安全與合作組織的成员，泰国则是歐洲安全與合作組織的合作伙伴。